# Pygommatius gruwelli
Pygommatius gruwelli är en tvåvingeart som beskrevs av Scarbrough 2007. Pygommatius gruwelli ingår i släktet Pygommatius och familjen rovflugor. Inga underarter finns listade i Catalogue of Life.